# Péter Balázs
Péter Balázs (Kecskemét, 1941) é um político e diplomata húngaro. Formou-se na Escola de Economia de Budapeste em 1963. Foi embaixador da Hungria na Alemanha. Em 1 de maio de 2004 passou a integrar a Comissão Europeia liderada por Romano Prodi, quando o seu país entrou na União Europeia. Até 21 de novembro de 2004 ocupou o posto de Comissário Europeu da Política Regional. Com a nova comissão formada por José Manuel Durão Barroso Balázs deixou o seu cargo, sendo sucedido como comissário húngaro por László Kovács, e no seu posto por Danuta Hübner.